# Condado de Santa Coloma
El condado de Santa Coloma es un título nobiliario español creado por el rey Felipe III en 1599 a favor de Pedro de Queralt e Icart. Su nombre se refiere al municipio catalán de Santa Coloma de Queralt, en la provincia de Tarragona. 

## Condes de Santa Coloma
|                         | Titular                                      | Periodo                 |
| Creación por Felipe III | Creación por Felipe III                      | Creación por Felipe III |
| ----------------------- | -------------------------------------------- | ----------------------- |
| I                       | Pedro de Queralt y de Icart                  | 1599-1606               |
| II                      | Dalmau de Queralt y Codina                   | 1606-1640               |
| III                     | Dalmau Luis de Queralt y Alagón              | 1640-1689               |
| IV                      | Luis de Queralt y de Reart de Icard          | 1689-1721               |
| V                       | Juan de Queralt y Xamar                      | 1721-1756               |
| VI                      | Ignacio Andrés de Queralt y Descatllar       | 1756-1766               |
| VII                     | Juan Bautista de Queralt de Reart y de Pinós | 1766-1803               |
| VIII                    | Juan Bautista de Queralt y Silva             | 1803-1865               |
| IX                      | Juan Bautista de Queralt y Bucarelli         | 1865-1873               |
| X                       | Hipólito de Queralt y Bernaldo de Quirós     | 1875-1877               |
| XI                      | Enrique de Queralt y Fernández-Maquieira     | 1877-1933               |
| XII                     | Enrique de Queralt y Gil Delgado             | 1933-1992               |
| XIII                    | Enrique de Queralt y Chávarri                | 1992-actual titular     |

- Pedro de Queralt y de Icart (m. 5 de septiembre de 1606), I conde de Santa Coloma y caballero de la Orden de Santiago. Hijo del barón Guerau de Queralt y de Montesina de Queralt.[2]

Contrajo matrimonio en 1591 con María Codina y Cardona. Le sucedió su hijo:
- Dalmau de Queralt y Codina (ca 1593-7 de junio de 1640), II conde de Santa Coloma, virrey de Cataluña y embajador en Venecia. Personaje relevante en la historia de Cataluña, fue asesinado a puñaladas por amotinados cerca del castillo de Montjuic. «La muerte del virrey abrió un escenario nuevo que culminaría en enero de 1641 con el proceso de separación de Cataluña de la Monarquía hispánica».[3]

Se casó con Juana de Alagón y Requesens. Le sucedió su hijo:
- Dalmau Luis de Queralt y Alagón (m. 1689), III conde de Santa Coloma, I marqués de Albolote, I marqués de Pons. Le sucedió su sobrino:[1]

- Luis de Queralt y de Reart de Icard (m. 11 de febrero de 1721), IV conde de Santa Coloma.

Se casó el 21 de diciembre de 1678 con María de Xamar y Meca. Le sucedió su hijo:
- Juan de Queralt y Xamar (m. 12 de marzo de 1756), V conde de Santa Coloma.

Contrajo matrimonio el 26 de febrero de 1711 con Mariana de Descatllar y Desbach. Le sucedió su hijo:
- Ignacio Andrés de Queralt y Descatllar (m. 3 de septiembre de 1766), VI conde de Santa Coloma, grande de España, IV marqués de Albolote, barón de Queralt.

Se casó el 8 de mayo de 1757 con María Josefa de Pinós y Sureda. Le sucedió su hijo:
- Juan Bautista de Queralt de Reart y de Pinós (Barcelona, ?-7 de octubre de 1803), VII conde de Santa Coloma, grande de España,[4] V marqués de Albolote,  y III de Besora, caballero de la Gran Cruz de la Orden de Carlos III, Gentilhombre de Cámara de S.M.[4]

Contrajo matrimonio el 2 de octubre de 1784 con la madrileña María Luisa de Silva y González Castejón, XV condesa de Cifuentes, IX marquesa de Gramosa, dos veces grande de España, V marquesa de Alconchel,dama noble de la Orden de María Luisa, hija de Juan de Silva Meneses y Pacheco, XIV conde de Cifuentes, y de su segunda esposa, María Bernarda González de Castejón y Villalonga, natural de Ágreda. Le sucedió su hijo:
- Juan Bautista de Queralt y Silva (Barcelona, 18 de marzo de 1786-13 de marzo de 1865)[4] VIII conde de Santa Coloma,[1] XVI conde de Cifuentes, VI marqués de Alconchel,[5] XIV marqués de Lanzarote, X de Gramosa, tres veces grande de España, VI marqués de Albolote, IV marqués de Besora, etc.[6]  Fue prócer, caballero de la Insigne Orden del Toisón de Oro, Gran Cruz de Carlos III, teniente coronel de los reales ejércitos, senador y mayordomo mayor de la reina.[1]

Se casó en primeras nupcias en Madrid el 16 de mayo de 1805 con María Pilar Bucarelli y Silva, V marquesa de Vallehermoso, IX condesa de Fuenclara, dos veces grande de España, y VII condesa de Gerena, hija de Luis Bucarelli y Bucarelli, VI conde de Gerena, y de María del Rosario de Silva y Fernández de Miranda, VII condesa de Fuenclara, grande de España, duquesa de Arenberg, dama noble de la Orden de María Luisa. Contrajo un segundo matrimonio alrededor del 28 de abril de 1835 con María Francisca de Cabanyes y del Castillo. Le sucedió un hijo del primer matrimonio:
- Juan Bautista de Queralt y Bucarelli (Sevilla, 8 de octubre de 1814-Biarritz, 17 de abril de 1873),  IX conde de Santa Coloma, VIII conde de Gerena, X conde de las Amayuelas,[8][1] XVII de Cifuentes y X de Fuenclara, XVIII marqués de Cañete, X de Gramosa y VI de Vallehermoso, siete veces grande de España, marqués de Albaserrada, VII marqués de Albolote, VII marqués de Alconchel,[9] VII marqués de Besora, etc.[8]

Se casó el 29 de diciembre de 1835 con María Dominga Bernaldo de Quirós y Colón de Larreátegui (5 de enero de 1816-22 de agosto de 1884), miembro de la casa ducal de Veragua, hija de Antonio María Bernaldo de Quirós Rodríguez de los Ríos –marqués de Monreal y de Santiago– y de Hipólita Colón de Larreátegui.  Le sucedió su hijo en todos los «títulos, estados, mayorazgos, vínculos, patronatos, regalías y demás derechos y bienes vinculados» según las disposiciones testamentarias de su madre:
- Hipólito de Queralt y Bernaldo de Quirós (Sevilla, 22 de enero de 1841-Madrid, 12 de junio de 1877),  X conde de Santa Coloma,[1] IX conde de Gerena, XI conde de las Amayuelas,[1][12] XI marqués de Albaserrada, VIII marqués de Alconchel,[9]  XIX marqués de Cañete, VII de Vallehermoso, cinco veces grande de España, y otros títulos.[13][14]

Se casó en Madrid el 12 de octubre de 1866 con Elvira Zenaida Fernández-Maquieira y Oyanguren, natural de Valparaíso,  hija de Remigio Fernández Maquieira y Frexia María de la O de Oyanguren y Squella. Le sucedió su hijo:
- Enrique de Queralt y Fernández-Maquieira (Madrid, 13 de julio de 1867-13 de enero de 1933),[16] XI conde de Santa Coloma, XII conde de las Amayuelas,[1][17]  XIV marqués de Gramosa, IX marqués de Alconchel,[9] XVII marqués de Lanzarote, X conde de la Cueva, X conde de la Rivera, IX marqués de Valdecarzana, XIX marqués de Cañete, XVI marqués de Taracena, XIII conde de Escalante, XIX conde de Tahalú, XII conde de Villamor, VIII marqués de Vallehermoso, X conde de Gerena, vizconde de Certera y vizconde del Infantado.

Se casó en Zarauz el 4 de noviembre de 1909 con Brígida Gil Delgado y Olazábal, hija de Carlos Gil Delgado y Tacón y de Brígida de Olazábal y González de Castejón, II marquesa de Berna. Le sucedió su hijo:
- Enrique de Queralt y Gil Delgado (Madrid, 10 de octubre de 1910-Sevilla, 11 de abril de 1992),   XII conde de Santa Coloma, XIII conde de las Amayuelas,[19] XV marqués de Gramosa, X marqués de Alconchel,[9] XVIII marqués de Lanzarote, XI conde de la Cueva, XI conde de la Rivera, XX marqués de Cañete, XIV conde de Escalante, XX conde de Tahalú, XIII conde de Villamor, IX marqués de Vallehermoso, XI conde de Gerena.[19][20] En 1967, el conde cedió a la ciudad de Salamanca, «a cambio de una peseta de oro anual durante 99 años», la Casa de las Conchas.[21]

Se casó en 1933 con María Victoria de Chávarri y Poveda, hija de Víctor Chávarri y Anduiza, I marqués de Triano, y de María Josefa de Poveda y Echagüe. Le sucedió su hijo:
- Enrique de Queralt y Chávarri (Madrid, 8 de marzo de 1935), XIII conde de Santa Coloma,[1] XIV conde de las Amayuelas,[23][1] XVI marqués de Gramosa (título que cedió a su hijo) XI marqués de Alconchel,[9] XXI marqués de Cañete, XV conde de Escalante, XXI conde de Tahalú, XIV conde de Villamor, X marqués de Vallehermoso.

Se casó con Ana Rosa de Aragón y de Pineda, hija de Bartolomé Aragón Gómez y de María del Pilar de Pineda y Cabanellas, VII marquesa de Campo Santo.